# 眾藝團
眾藝團（英語：Mass Arts Group，簡稱眾藝），是屬於社會服務類別的非政府组织，於2011年10月19日正式刊憲成立。

## 宗旨
為青少年提供創作機會和藝術培育，和透過舉辦各種具體實質的工作項目及活動，給予本地年青人創作的發展機會和經驗，鼓勵不同範疇的創作並以此關注世界事務和澳門社區建設。

## 活動
2012年4月29日在明愛圖書館多媒體室舉行全球針孔攝影日分享活動會。